# Hèdila
Hèdila (en llatí Hedyle, en grec Ἡδύλη) va ser una poeta grega elegíaca, filla de Mosquines d'Atenes i mare d'Hèdil. Va escriure un poema titulat Ζκύλλη, del qual una part és mencionada per Ateneu de Naucratis.